# Célia Šašić
Célia Šašić, nata Célia Okoyino da Mbabi (Bonn, 27 giugno 1988), è un'ex calciatrice tedesca, di ruolo attaccante.
Plurititolata, vincitrice di una UEFA Women's Champions League e di una Coppa di germania, entrambe con il 1. FFC Francoforte, ha conseguito maggiori risultati sportivi con le maglie delle nazionali, vincendo con la nazionale tedesca Under-19 il Mondiale di Thailandia 2004, non ancora riservato alle formazioni Under-20, e con la nazionale maggiore due campionati europei, quelli di Finlandia 2009 e Svezia 2013, ai quali si aggiungono tre edizioni di Algarve Cup, nel 2006, 2012, e 2014.

## Palmarès

### Club
- Coppa di Germania: 1

1. FFC Francoforte: 2013-2014
- UEFA Women's Champions League: 1

1. FFC Francoforte: 2014-2015

### Nazionale
- Campionato d'Europa: 2

Finlandia 2009, Svezia 2013
- Algarve Cup: 3

2006, 2012, 2014
- Campionato mondiale under 19: 1

Thailandia 2004

### Individuale
- Calciatrice tedesca dell'anno: 1

2012
- Fritz-Walter-Medaille

 Bronzo 2005
- Scarpa d'oro del campionato mondiale: 1

Canada 2015 (6 gol)
- Capocannoniere dell'Algarve Cup: 1

2012
- UEFA Best Player in Europe Award: 1

2015